# Dikkoppen en fluiters
Dikkoppen en fluiters (Pachycephalidae) zijn een familie van vogels uit de orde zangvogels en de onderorde van de "echte zangvogels" (Oscines). Soorten uit dit geslacht komen voor in een groot gebied binnen de tropen van India tot eilanden in de Grote Oceaan. De meeste soorten komen voor in Nieuw-Guinea.

## Kenmerken
De dikkoppen en fluiters zijn forse vogels met sterke snavels met een haakvormige punt. Hun verenkleed is meestal roodbruin tot grijsbruin. Er zijn ook soorten met heldere kleuren, zoals de gouden fluiter. De lichaamslengte varieert van 12 tot 28 cm.

## Leefwijze
Ook qua voedselkeuze zijn er veel onderlinge verschillen. Het zijn vooral insecteneters, maar ze eten ook eieren en ongewervelde en gewervelde dieren, zoals kikkers, gekko's en jonge vogels. Er zijn ook vruchteneters onder. Eén soort uit de mangrovebossen eet zelfs kleine krabben.

## Voortplanting
De legselgrootte loopt per soort uiteen. Eieren worden doorgaans door beide geslachten bebroed.

## Verspreiding en leefgebied
Dikkoppen en fluiters zijn vogels van bossen en bosgebieden. De meeste soorten bewonen het regenwoud, vooral de soorten die leven in Azië (Indonesië) en Nieuw Guinea. Soorten uit Australië hebben een uitgebreider scala aan leefgebieden waarin ze voorkomen, zoals bossen, droge gebieden met struikgewas en mangrove. Sommige soorten komen voor in Zuid- en Zuidoost-Azië of op eilanden in de Stille Oceaan. Sommige soorten zijn beperkt tot één bepaald ecosysteem, terwijl anderen in een reeks verschillende leefgebieden te vinden zijn. De meeste soorten zijn standvogels.

## Taxonomie
De in Europa voorkomende fluiter is niet verwant aan deze groep. De Europese fluiter behoort tot de clade Sylvioidea. De familie Pachycephalidae telt vijf geslachten met in totaal bijna 70 soorten:
- Geslacht Colluricincla (11 soorten lijsterdikkoppen)
- Geslacht Coracornis (2 soorten fluiters)
- Geslacht Melanorectes (1 soort: zwarte pitohui)
- Geslacht Pachycephala (53 soorten fluiters)
- Geslacht Pseudorectes (2 soorten pitohui's)

### Cladogram
Het volgende cladogram is gebaseerd op een onderzoek uit 2022. In dit onderzoek wordt gesteld dat deze familie rond 15 miljoen jaar geleden is ontstaan en zuster is van de familie Oriolidae (wielewalen en vijgvogels).
|  | Pseudorectes  |
|  |               |
|  | Colluricincla |
|  |               |

|  | Melanorectes                                                |
|  |                                                             |
|  | \| \| Coracornis \| \| \| \| \| \| Pachycephala \| \| \| \| |
|  |                                                             |
|  | Coracornis                                                  |
|  |                                                             |
|  | Pachycephala                                                |
|  |                                                             |

|  | Coracornis   |
|  |              |
|  | Pachycephala |
|  |              |

|  | Pseudorectes  |
|  |               |
|  | Colluricincla |
|  |               |

|  | Melanorectes                                                |
|  |                                                             |
|  | \| \| Coracornis \| \| \| \| \| \| Pachycephala \| \| \| \| |
|  |                                                             |
|  | Coracornis                                                  |
|  |                                                             |
|  | Pachycephala                                                |
|  |                                                             |

|  | Coracornis   |
|  |              |
|  | Pachycephala |
|  |              |

|  | Pseudorectes  |
|  |               |
|  | Colluricincla |
|  |               |

|  | Melanorectes                                                |
|  |                                                             |
|  | \| \| Coracornis \| \| \| \| \| \| Pachycephala \| \| \| \| |
|  |                                                             |
|  | Coracornis                                                  |
|  |                                                             |
|  | Pachycephala                                                |
|  |                                                             |

|  | Coracornis   |
|  |              |
|  | Pachycephala |
|  |              |

|  | Pseudorectes  |
|  |               |
|  | Colluricincla |
|  |               |

|  | Melanorectes                                                |
|  |                                                             |
|  | \| \| Coracornis \| \| \| \| \| \| Pachycephala \| \| \| \| |
|  |                                                             |
|  | Coracornis                                                  |
|  |                                                             |
|  | Pachycephala                                                |
|  |                                                             |

|  | Coracornis   |
|  |              |
|  | Pachycephala |
|  |              |

Acanthisittidae (Rotswinterkoningen) · Acanthizidae (Australische zangers) · Acrocephalidae (Rietzangers) · Aegithalidae (Staartmezen) · Aegithinidae (Iora's) · Alaudidae (Leeuweriken) · Alcippeidae (Alcippes) · Artamidae (Spitsvogels) ·  Atrichornithidae (Doornkruipers) · Bernieridae (Madagaskarzangers) · Bombycillidae (Pestvogels) · Buphagidae (Ossenpikkers) · Calcariidae (IJsgorzen) · Callaeidae (Nieuw-Zeelandse lelvogels) · Calyptomenidae (Afrikaanse breedbekken) · Calyptophilidae (Tapuittangaren) · Campephagidae (Rupsvogels) · Cardinalidae (Kardinaalachtigen) · Certhiidae (Echte boomkruipers) · Cettiidae (Struikzangers) · Chaetopidae (Rotsspringers) · Chloropseidae (Bladvogels) · Cinclidae (Waterspreeuwen) · Cinclosomatidae (Kwartellijsters) · Cisticolidae (Graszangers) · Climacteridae (Australische kruipers) · Cnemophilidae (Satijnvogels) · Conopophagidae (Muggeneters) · Corcoracidae (Slijknestkraaien) · Corvidae (Kraaien) · Cotingidae (Cotinga's) · Dasyornithidae (Borstelvogels) · Dicaeidae (Bastaardhoningvogels) · Dicruridae (Drongo's) · Donacobiidae (Zwartkopdonacobius) · Dulidae (Palmtapuiten) · Elachuridae (Elachura) · Emberizidae (Gorzen) · Erythrocercidae (Elfmonarchen) · Estrildidae (Prachtvinken) · Eulacestomatidae (Leldikkop) · Eupetidae (Ralbabbelaars) · Eurylaimidae (Breedbekken en hapvogels) · Falcunculidae (Harlekijndikkoppen) · Formicariidae (Mierlijsters) · Fringillidae (Vinkachtigen) · Furnariidae (Ovenvogels) · Grallariidae (Mierpitta's) · Hirundinidae (Zwaluwen) · Hyliidae (Hylia's) · Hyliotidae (Hyliota's) · Hylocitreidae (Bessendikkop) · Hypocoliidae (Zijdestaarten) · Icteridae (Troepialen) · Icteriidae (Geelborstzanger) · Ifritidae (Ifrita) · Irenidae (Irena's) · Laniidae (Klauwieren) · Leiothrichidae (Babbelaars) · Locustellidae (Sprinkhaanzangers) · Machaerirhynchidae (Bootsnavels) · Macrosphenidae (Afrikaanse zangers) · Malaconotidae (Bosklauwieren) · Maluridae (Elfjes)    · Melampittidae (Paradijspitta's) · Melanocharitidae (Bessenpikkers) · Melanopareiidae (Maansluipers) · Meliphagidae (Honingeters) · Menuridae (Liervogels) · Mimidae (Spotlijsters) · Mitrospingidae (Mitrospingustangaren) · Modulatricidae (Vlekkeellijsters) · Mohoidae (O'o's) · Mohouidae (Mohoua's) · Monarchidae (Monarchen) · Motacillidae (Kwikstaarten en piepers) · Muscicapidae (Vliegenvangers) · Nectariniidae (Honingzuigers) · Neosittidae (Boomlopers) · Nesospingidae (Puertoricaanse tangare) ·  Nicatoridae (Nicators) · Notiomystidae (Hihi) · Onychorhynchidae (Kroontirannen) ·  Oreoicidae (Oreoica's) · Oriolidae (Wielewalen en vijgvogels) · Orthonychidae (Stronklopers) · Oxyruncidae (Scherpsnavel) ·  Pachycephalidae (Dikkoppen en fluiters) · Panuridae (Baardmannetje) · Paradisaeidae (Paradijsvogels) · Paradoxornithidae (Diksnavelmezen) · Paramythiidae (Prachtbessenpikkers) · Pardalotidae (Diamantvogels) · Paridae (Mezen) · Parulidae (Amerikaanse zangers) · Passerellidae (Amerikaanse gorzen) · Passeridae (Mussen) · Pellorneidae (Grondtimalia's) · Petroicidae (Australische vliegenvangers) · Peucedramidae (Oranjekopzanger) · Phaenicophilidae (Hispaniolatangaren) · Philepittidae (Asities) · Phylloscopidae (Boszangers) · Picathartidae (Kaalkopkraaien) · Pipridae (Manakins) · Pittidae (Pitta's) · Pityriasidae (Borstelkop) · Platylophidae (Maleise kuifgaai) · Platysteiridae (Lelvliegenvangers) · Ploceidae (Wevers en verwanten) · Pnoepygidae (Pnoepyga's) · Polioptilidae (Muggenvangers) · Pomatostomidae (Australaziatische babbelaars) · Promeropidae (Afrikaanse suikervogels) · Prunellidae (Heggenmussen) · Psophodidae (Zwiepfluiters) · Ptiliogonatidae (Zijdevliegenvangers) · Ptilonorhynchidae (Prieelvogels) · Pycnonotidae (Buulbuuls) · Regulidae (Goudhaantjes) · Remizidae (Buidelmezen) · Rhagologidae (Geschubde dikkop) · Rhinocryptidae (Tapaculo's) · Rhipiduridae (Waaierstaarten) · Rhodinocichlidae (Troepiaaltangare) · Salpornithidae (Gevlekte boomkruipers) · Sapayoidae (Breedbekmanakin) · Scotocercidae (Maquiszanger) · Sittidae (Boomklevers) · Spindalidae (Spindalissen) · Stenostiridae (Elfvliegenvangers) · Sturnidae (Spreeuwen) · Sylviidae (Grasmussen) · Teretistridae (Cubaanse zangers) · Thamnophilidae (Miervogels) · Thraupidae (Tangaren) · Tichodromidae (Rotskruiper) · Timaliidae (Timalia's) · Tityridae (Tityra's) · Troglodytidae (Winterkoningen) · Turdidae (Lijsters) · Tyrannidae (Tirannen) · Urocynchramidae (Przewalski's roodmus) · Vangidae (Vanga's) · Viduidae (Wida's) · Vireonidae (Vireo's) · Zeledoniidae (Zeledonia) · Zosteropidae (Brilvogels)